# 獅子座61
獅子座61，又名BD-01 2471，HD 95578、SAO 137947、HR 4299，是獅子座的一颗恒星，视星等为4.74，位于銀經256.87，銀緯50.32，其B1900.0坐标为赤經10h 56m 43.6s，赤緯-1° 50.32′ 46″。